# 미요 대교
미요 대교(프랑스어: Le Viaduc de Millau→미요 고가교)는 프랑스 남부 아베롱주 미요를 지나는 고속도로에 만들어진 다리(고가교)로 타른 강의 계곡을 따라 놓여 있다. 프랑스의 교량 설계자인 미셀 비을로죄(Michel Virlogeux)가 영국의 건축가인 노먼 포스터(Norman Foster)의 도움을 받아 설계하였다. 이 다리 구조는 사장교이며, 차량용 다리로는 세계에서 가장 높고 그 가운데 가장 높은 교각은 고정 케이블까지 합치면 343m에 이른다.
2004년 12월 14일 개통하였고 16일에 차량통행을 시작하였다.

## 같이 보기
- 사장교